# Caroline Ruhnau
Caroline Ruhnau, née le 16 mars 1984 à Münster, est une nageuse allemande participant aux épreuves de brasse.

## Carrière
Lors des Championnats d'Europe, elle est titrée en 2009 en petit bassin sur le 100 mètres brasse, puis obtient la médaille de bronze en 2012 sur le 50 mètres brasse. Elle participe ensuite aux Jeux olympiques d'été de 2012 à Londres, où elle est engagée sur le 100 m braase lors duquel elle est éliminée en séries avec le vingt-deuxième temps.

## Palmarès

### Championnats d'Europe

#### En grand bassin
- Championnats d'Europe 2010 à Budapest (Hongrie) : 
  -  Médaille de bronze du relais 4 × 100 m quatre nages
- Championnats d'Europe 2012 à Debrecen (Hongrie) : 
  -  Médaille de bronze du 50 m brasse

### Petit bassin
- Championnats d'Europe 2009 à Istanbul (Turquie) : 
  -  Médaille d'or du 100 m brasse
- Championnats d'Europe 2013 à Herning (Danemark) : 
  -  Médaille d'argent du relais 4 × 50 m quatre nages mixte